# Picon
Picon je alkoholický nápoj typu bitter, pocházející z Francie. Obsahuje pomerančovou kůru, směs bylin (hořec, chinovník a další) a karamel jako barvivo. Tradičně se podává spolu s pivem (od roku 1995 se vyrábí také varianta Picon Club, k níž se doporučuje bílé víno), v Lotrinsku se přidává do uzeniny Piconwurst, v USA se z něj připravuje highball Picon Punch, který obsahuje také sodovou vodu, citrony, grenadinu a brandy.
Nápoj vytvořil v roce 1837 v Marseille italský přistěhovalec Gaétan Picon. Uplatnil se jako dezinfekční prostředek mezi koloniálními vojáky v Alžírsku a v roce 1862 byl oceněn na Světové výstavě v Londýně. Původně obsahoval 39 procent alkoholu, od roku 1989 procent již jen 18 procent. Licence na výrobu piconu patří firmám LVMH – Moët Hennessy Louis Vuitton a Diageo.